# Johny Hendricks
Johny Harvey Hendricks, född 12 september 1983 i Ada, är en amerikansk MMA-utövare som sedan 2009 tävlar i organisationen Ultimate Fighting Championship där han mellan mars 2014 och december 2014 var mästare i weltervikt.